# John Douglas
John William Henry Tyler Douglas (Clapton, Gran Londres, Inglaterra, 3 de septiembre de 1882–Laeso Trindel Lightship, Dinamarca, 19 de diciembre de 1930) fue un deportista británico. Obtuvo una medalla de oro en la categoría de peso mediano durante los Juegos Olímpicos de Londres 1908. En la pelea final, y después de un duro combate, derrotó a Reginald Baker a través de una apretada decisión de los jueces. Recibió la presea junto a su padre, presidente de la Asociación de Boxeo Amateur de Inglaterra, misma organización en la que Douglas había logrado un título en 1905. Apasionado de los deportes, practicó también rugby, natación, remo, equitación, esgrima y waterpolo; asimismo fue un destacado jugador de críquet del equipo nacional inglés durante los años 1911 y 1925. 
En Hollywood, donde fue actor, se desempeñó como instructor de esgrima, equitación, boxeo y ejercicio físico de estrellas del cine como Douglas Fairbanks. Murió en un naufragio junto a su padre y otros veinte pasajeros, mientras se dirigían a su país desde Finlandia al colisionar el barco donde se transportaban.